# Burgstall Krettenbach
Der Burgstall Krettenbach ist eine abgegangene spätmittelalterliche Niederungsburg im „Kreppenbacher Grund“ bei Krettenbach, einem heutigen Gemeindeteil des Marktes Oberscheinfeld im Landkreis Neustadt an der Aisch-Bad Windsheim in Bayern.
Über die ehemalige Burganlage ist zurzeit nichts bekannt.